# غوردون بانكس
غوردون بانكس (بالإنجليزية: Gordon Banks)‏، من مواليد 30 ديسمبر 1937 في شيفيلد في إنجلترا، لاعب كرة قدم إنجليزي، وكان يلعب في مركز حراسة المرمى، وقد لعب مع منتخب إنجلترا لكرة القدم في كأس العالم لكرة القدم 1966 التي فاز فيها منتخب إنجلترا لكرة القدم، ولعب في كأس العالم لكرة القدم 1970، وقد تصدى خلال تلك البطولة لكرة صعبة من اللاعب البرازيلي بيليه، وقد أختاره بيليه ضمن قائمة أفضل 125 لاعب حي في مارس 2004.

## مسيرته الكروية
بدأ بانكس مسيرته الكروية مع نادي تشيسترفيلد في عام 1955، وقد لعب معهم حتى عام 1959، وقد شارك خلال تلك الفترة في 23 مباراة فقط، وانتقل في عام 1959 إلى نادي ليستر سيتي، وقد تألق معهم، ولعب معهم لمدة سبعة مواسم، شارك خلالها في 293 مباراة، وقد أراد النادي إعطاء فرصة للحارس الشاب بيتر شيلتون فسمح له بالانتقال بعد كأس العالم لكرة القدم 1966، وفي عام 1966 انتقل إلى نادي ستوك سيتي، ولعب معهم حتى عام 1972، ولعب خلال تلك الفترة في 194 مباراة.

## مسيرته الدولية
لعب بانكس مع منتخب إنجلترا لكرة القدم 73 مباراة دولية، وقد بدأ باللعب معهم منذ عام 1963 وحتى عام 1972، وقد كان الخيار الأول في كأس العالم لكرة القدم 1966 وكأس العالم لكرة القدم 1970 وقد اعتزل مجبرا عام 1973 بعد فقدانه إحدى عينيه في حادث سيارة.

## روابط خارجية
- غوردون بانكس على موقع IMDb (الإنجليزية)
- غوردون بانكس على موقع إن إن دي بي (الإنجليزية)
- غوردون بانكس على موقع قاعدة بيانات الفيلم (الإنجليزية)
- غوردون بانكس على موقع الاتحاد الدولي (مؤرشف)  (الإنجليزية)
- غوردون بانكس على موقع قاعدة بيانات كرة القدم.إي يو (الإنجليزية)
- غوردون بانكس على موقع ناشيونال فوتبول تيمز (الإنجليزية)
- غوردون بانكس على موقع عالم كرة القدم.نت (الإنجليزية)